# Задонецька сільська рада
Задоне́цька сільська́ ра́да — адміністративно-територіальна одиниця та орган місцевого самоврядування у Зміївському районі Харківської області. Адміністративний центр — село Задонецьке.

## Загальні відомості
- Задонецька сільська рада утворена в 1920 році.
- Територія ради: 75,193 км²
- Населення ради: 1 550 осіб (станом на 2001 рік)
- Територією ради протікає річка Сіверський Донець.

## Населені пункти
Сільській раді були підпорядковані населені пункти:
- с. Задонецьке
- с. Гайдари
- с. Іськів Яр
- с. Камплиця
- с. Коропове
- с. Омельченки

## Склад ради
Рада складалася з 16 депутатів та голови.
- Голова ради: Шевченко Ганна Олексіївна

### Керівний склад попередніх скликань
| Прізвище, ім'я, по батькові    | Основні відомості                                                               | Дата обрання | Дата звільнення |
| ------------------------------ | ------------------------------------------------------------------------------- | ------------ | --------------- |
| Омельченко Володимир Петрович  | Сільський голова, 1949 року народження, безпартійний                            | 26.03.2006   | 31.10.2010      |
| Макаренко Олександр Андрійович | Сільський голова, 1948 року народження, освіта середня спеціальна, безпартійний | 31.10.2010   | 18.03.2012      |
| Макаренко Олександр Андрійович | Сільський голова, 1948 року народження, освіта середня спеціальна, безпартійний | 31.10.2010   | 18.03.2012      |

Примітка: таблиця складена за даними сайту Верховної Ради України

### Депутати
За результатами місцевих виборів 2010 року депутатами ради стали:

#### За суб'єктами висування
| Суб'єкт висування           | Кількість обраних депутатів | %    |
| --------------------------- | --------------------------- | ---- |
| Партія регіонів             | 13                          | 81,3 |
| Комуністична партія України | 3                           | 18,8 |

#### За округами
| № округу                    | Прізвище, ім'я, по батькові      | Дата визнання обраним | Освіта             | Партійна приналежність            | Відомості про обраного депутата                                                                                       |
| --------------------------- | -------------------------------- | --------------------- | ------------------ | --------------------------------- | --- |
| Комуністична партія України |                                  |                       |                    |                                   | |
| 5                           | Штефан Петро Васильович          | 01.11.2010            | середня            | позапартійний                     | пенсіонер |
| 11                          | Сосницький Микола Герасимович    | 01.11.2010            | середня            | позапартійний                     | пенсіонер |
| 14                          | Шаповал Раїся Шакірзянівна       | 01.11.2010            | середня            | член Комуністичної партії України | Задонецьке відділення поштового зв'язку, керівник відділу зв'язку                                                     |
| Партія регіонів             |                                  |                       |                    |                                   | |
| 1                           | Желновач Віктор Афанасійович     | 11.12.2011            | вища               | член Партії регіонів              | Задонецьке лісництво Зміївського ДЛГ, лісничий                                                                        |
| 2                           | Стельник Ірина Геннадіївна       | 01.11.2010            | вища               | член Партії регіонів              | Задонецька загальноосвітня школа І-ІІ ст., вчитель початкових класів                                                  |
| 3                           | Пилипенко Іван Олексійович       | 01.11.2010            | вища               | член Партії регіонів              | ТОВ торгова промислова компанія Омега — авто поставки, менеджер                                                       |
| 4                           | Бондаренко Віталій Олексійович   | 01.11.2010            | вища               | член Партії регіонів              | Задонецьке лісництво Зміївського державного лісового виробництва, помічник лісничого                                  |
| 6                           | Ігнатьєва Світлана Олександрівна | 01.11.2010            | середня спеціальна | член Партії регіонів              | пенсіонер |
| 7                           | Безуса Ольга Іванівна            | 01.11.2010            | вища               | член Партії регіонів              | Задонецька загальноосвітня школа І-ІІ ст., директор                                                                   |
| 8                           | Чіхічин Василь Іванович          | 01.11.2010            | середня            | член Партії регіонів              | пенсіонер |
| 9                           | Лисак Людмила Миколаївна         | 01.11.2010            | середня спеціальна | член Партії регіонів              | Зміївський районний територіальний Центр соціального обслуговування, соціальний працівник                             |
| 10                          | Омельченко Надія Гаврилівна      | 27.05.2012            | середня спеціальна | член Партії регіонів              | тимчасово не працює                                                                                                   |
| 12                          | Омельченко Євген Вікторович      | 01.11.2010            | вища               | член Партії регіонів              | Зміївська районна державна адміністрація, головний спеціаліст житлового комунального господарства                     |
| 13                          | Мироненко Сергій Іванович        | 01.11.2010            | вища               | член Партії регіонів              | Автомобільне транспортне підприємство −16355 база відпочинку «Автомобіліст», завідувач господарської групи відпочинку |
| 15                          | Чумаченко Лідія Іванівна         | 01.11.2010            | середня спеціальна | член Партії регіонів              | Гайдарський фельдшерсько акушерський пункт, завідувачка                                                               |
| 16                          | Гарагатий Володимир Миколайович  | 01.11.2010            | середня            | член Партії регіонів              | М. Харків Завод ім. Шевченка., водій                                                                                  |